# دوروثي أشبي
دوروثي أشبي (بالإنجليزية: Dorothy Ashby)‏ هي عازفة الجاز وملحنة وكاتبة غنائية أمريكية، ولدت في 6 أغسطس 1932 في ديترويت في الولايات المتحدة، وتوفيت في 13 أبريل 1986 في سانتا مونيكا في الولايات المتحدة بسبب سرطان.

## وصلات خارجية
- دوروثي أشبي على موقع IMDb (الإنجليزية)
- دوروثي أشبي على موقع ميوزك برينز (الإنجليزية)
- دوروثي أشبي على موقع أول ميوزيك (الإنجليزية)
- دوروثي أشبي على موقع ديسكوغز (الإنجليزية)